# Brek (powóz)

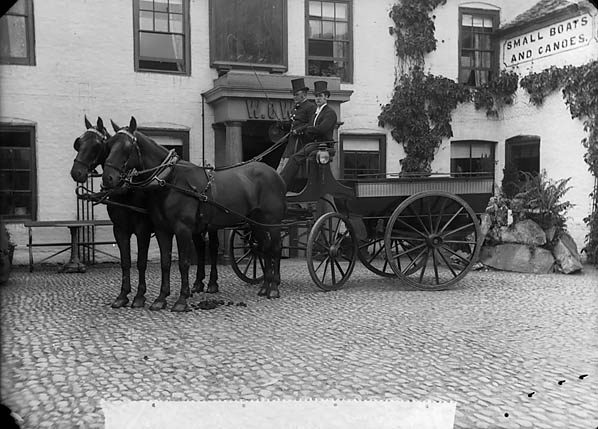
Brek

Brek (ang. break) − duży, odkryty, czterokołowy, wieloosobowy i wielokonny pojazd, o dużej, wysokiej skrzyni i wysoko umieszczonym koźle. Ławki umieszczone były wzdłuż lub (rzadziej) w poprzek skrzyni. Brek przeznaczony był dla 6-10 osób. 
Nazwa pochodzi od wózka do zajeżdżania koni (przyzwyczajenie zwierzęcia do ciągnięcia wozu).
Pojazdy typu brek służyły początkowo do treningu koni zaprzęgowych (Anglia, połowa XIX wieku), później używane były w charakterze spacerowym lub sportowym.

## Odmiany
Odmianami breka są:
- skeleton break,
- roof seat break ( szaraban),
- body break,
- cavalier break,
- shooting break[2].